# Agapetus gelbae
Agapetus gelbae là một loài Trichoptera trong họ Glossosomatidae. Chúng phân bố ở miền Tân bắc.